# Killer Show
KILLER SHOW é o quinto álbum de estúdio lançado pela banda japonesa de rock Nightmare, em 21 de maio de 2008. A música "WHITE ROOM" foi lançada limitadamente como download no site da banda. A canção "Raison d'être" foi usada como tema de abertura do anime Claymore.

## Recepção
Alcançou a quinta posição nas paradas da Oricon Albums Chart.

## Faixas
| N.º            | Título                             | Duração |  |
| 1.             | "Pandora" (パンドラ)               | 3:02    |  |
| 2.             | "Dirty"                            | 3:27    |  |
| 3.             | "the Last Show"                    | 4:06    |  |
| 4.             | "TrickStar"                        | 4:04    |  |
| 5.             | "Mebius no Yūtsu" (メビウスの憂鬱) | 3:43    |  |
| 6.             | "Konoha" (このは)                  | 5:01    |  |
| 7.             | "Raison d'être" (レゾンデートル)   | 3:52    |  |
| 8.             | "Worst"                            | 3:53    |  |
| 9.             | "Gianism Hachi" (ジャイアニズム罰) | 3:14    |  |
| 10.            | "General" (ジェネラル)             | 4:20    |  |
| 11.            | "White Room"                       | 4:20    |  |
| 12.            | "Cloudy dayz"                      | 4:35    |  |
| 13.            | "Yasō Kyoku" (夜想曲)              | 6:24    |  |
| Duração total: | Duração total:                     | 54:06   |  |

## Singles
- "レゾンデートル" (Raison d'etre) - tema de abertura do anime Claymore

Lançado em: 6 de junho, 2007
- "このは" (Konoha)

Lançado em: 3 de outubro, 2007
- "DIRTY"

Lançado em: 7 de novembro, 2007

## Ficha técnica

### Nightmare
- Yomi - vocal
- Sakito (咲人) - guitarra
- Hitsugi (柩) - guitarra
- Ni~ya - baixo
- Ruka - bateria